# سلطان سلمان العجمي
سلطان سلمان سلطان العجمي مواليد دولة الكويت، نائب سابق في مجلس الأمة الكويتي، شارك في انتخابات مجلس الأمة الكويتي عام 1971 عن الدائرة العاشرة الأحمدي وحصل علي (1026) وحصل علي المركز الثالث ونجح بالانتخابات، كما شارك في انتخابات مجلس الأمة الكويتي عام 1975 عن الدائرة العاشرة الأحمدي وحصل علي (1779) وحصل علي المركز الثاني ونجح بالانتخابات.

## العمل والمناصب
- 1959: موظف في دائرة الصحة.
- 1971: عضو «مجلس الأمة الكويتي» - الفصل التشريعي الثالث.
- 1975: عضو «مجلس الأمة الكويتي» – الفصل التشريعي الرابع.
- 1987: نائب رئيس  «مجلس محافظة الأحمدي».
- 1990: رئيس «اللجنة الوطنية الكويتية العليا» في الرياض (أثناء فترة الاحتلال العراقي).
- 1990: عضو «لجنة إعاشة الكويتيين» في الرياض (أثناء قترة الاحتلال العراقي).
- 1991: عضو في «اللجنة الوطنية لبناء السور الرابع».
- قدم عددا من القوانين أثناء توليه عضو مجلس الأمة.
- عضو الوفد البرلماني الكويتي إلى جمهورية (فنزويلا).
- عضو الوفد البرلماني الكويتي إلى جمهورية (تشاد).
- عضو الوفد البرلماني الكويتي إلى المؤتمر البرلماني الدولي في إيطاليا.
- مثًل البرلمان الكويتي في المؤتمر البرلماني الدولي الذي عقد في «طوكيو» وألقى كلمة الكويت في مجلس النواب الياباني.